# Krivulja indiferencije
Krivulja indiferencije je skup točaka koje povezuju sve tržišne košarice koje donose istu razinu zadovoljstva. Kovnveksna je prema ishodištu. Nagib krivulje indiferencije je mjera relatvnih graničnih korisnosti po kojima će potrošači biti voljni zamijeniti malo manje nekog dobra za malo više nekog drugog dobra.
Mapa krivulja indiferencije je skup svih krivulja indiferencije za istu funkciju.